# Dipartimento

Stati che utilizzano il dipartimento come divisione amministrativa (al gennaio 2015). In verde scuro quelli dove il dipartimento è il più alto livello amministrativo.

Il dipartimento, in geografia politica, è la denominazione utilizzata da alcuni Stati per designare una circoscrizione territoriale, generalmente di livello intermedio tra il comune e la regione o lo stesso Stato.

## Storia
I primi dipartimenti vennero istituiti in Francia (ove fu introdotto il département, termine derivante dal verbo départir, "spartire"). Il dipartimento francese è la circoscrizione territoriale intermedia tra la regione e l'arrondissement (il quale, a sua volta, si divide in comuni). La divisione del territorio francese in dipartimenti fu introdotta dall'Assemblea costituente con decreto del 22 dicembre 1789. 
In Italia il dipartimento, come circoscrizione territoriale, fu introdotto nel periodo napoleonico; con la Restaurazione le circoscrizioni furono mantenute ma gli fu cambiato il nome nell'attuale provincia.

## Nel mondo
Il dipartimento è una circoscrizione territoriale anche in Argentina, Bolivia, Colombia, Guatemala, Perù, Paraguay, Uruguay e molte ex colonie francesi (ad esempio in Senegal, Costa d'Avorio ecc.). In alcuni di questi Paesi il dipartimento è circoscrizione di primo livello (così in Bolivia, dove si divide in province), mentre in altri è la suddivisione di una circoscrizione di livello superiore (così in Argentina, dove è suddivisione della provincia, eccettuata quella di Buenos Aires, divisa in partidos).